# 29634 Sabrinaaksil
29634 Sabrinaaksil è un asteroide della fascia principale. Scoperto nel 1998, presenta un'orbita caratterizzata da un semiasse maggiore pari a 2,9179640 au e da un'eccentricità di 0,1099808, inclinata di 1,15333° rispetto all'eclittica.